# Жуан Франсес Бланк
Жуан Франсес Бланк (на окситански: Joan Francés Blanc, на френски: Jean-François Blanc) е френски писател и лексикограф на окситански език.

## Биография
Бланк е роден през 1961 година в Ажан, Франция.